# 佛提乌

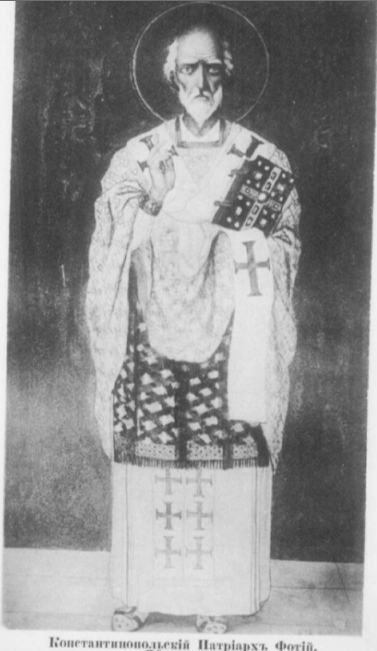
佛提乌畫像

佛提乌（希臘語： Phōtios；約810/820年—893年2月6日）也称圣佛提乌、大佛提乌、佛提乌一世、佛西要、圣弗蒂乌斯，中世纪前期基督教君士坦丁堡普世牧首（858年至867年和877年至886年在位）、学者。

## 生平
生于君士坦丁堡贵族家庭。在皇后狄奥多拉摄政（842-856）之初任宫廷教师，约公元855年任东罗马皇帝米海尔三世的首席书记官。858年宫廷大臣巴尔达斯把君士坦丁堡牧首依纳爵赶下台后被选为牧首，但他仅是一位平信徒。860年要求教宗尼各老一世承认，遭拒绝，并在致其他主教的信中称佛提乌为西方的顽敌。在867年君士坦丁堡会议上，佛提乌指责罗马教会传教士在保加利亚境内擅改教义，更动礼仪；谴责尼古拉，并判处他以绝罚，于是形成分裂局面，史称佛提乌分裂。867年，权臣巴西尔刺杀了米海尔三世篡位，建立马其顿王朝，是为巴西尔一世。巴西尔一世为了得到西方的支持，废黜了佛提乌，依纳爵复位。869年罗马教宗阿德利安二世在君士坦丁堡第四次公会议上处以佛提乌绝罚。然而不久佛提乌返回皇宫，任王子教师。877年依纳爵死，佛提乌复任牧首。此时，由于罗马教宗约翰八世需要拜占庭海军支援以驱逐骚扰意大利沿海的摩尔人，佛提乌获得了罗马方面的支持。879-880年教宗派遣使团参加在君士坦丁堡圣索菲亚大教堂召开的会议。根据这次会议的协议，保加利亚划归罗马宗主教管辖，但希腊教会继续留在该地，因而仍与东方保持联系，此后，使用马其顿斯拉夫语的拜占庭礼仪从保加利亚传到其他斯拉夫语地区。同时罗马教会不再要求君士坦丁堡牧首让出意大利和希腊境内的各主教区。886年，佛提乌的学生利奥六世即皇帝位后，他再次被废黜，并被流放到亚美尼亚，最后死于该地。
佛提乌编纂了一部《群书摘要》（Bibliotheca），辑录的古典著作达280种之多。